# Крстац (Гора)
Крстац  је горанско село у општини Гора на Косову и Метохији. По законима привремених институција Косова ово насеље је у саставу општине Драгаш. Насеље чине Мали Крстац и Велики Крстац. Налази се на заравнима испод Коритника. Први пут се помиње у хрисовуљи Св. Арханђела.

## Демографија
Број становника на пописима:
- попис становништва 1948. године: 242
- попис становништва 1953. године: 229
- попис становништва 1961. године: 247
- попис становништва 1971. године: 292
- попис становништва 1981. године: 415
- попис становништва 1991. године: 437

### Попис2011.
На попису становништва 2011. године, Крстац је имао 420 становника, следећег националног састава:
| Попис 2011.‍ | Попис 2011.‍ | Попис 2011.‍ | Попис 2011.‍ | Попис 2011.‍ |
| ----------- | ----------- | ----------- | ----------- | ----------- |
|             |             |             |             |             |
| Бошњаци     | Бошњаци     |             | 243         | 57,85%      |
| Горанци     | Горанци     |             | 161         | 38,33%      |
| остали      | остали      |             | 16          | 3,80%       |
| укупно: 420 |             |             |             |             |